# Seyfertgalax

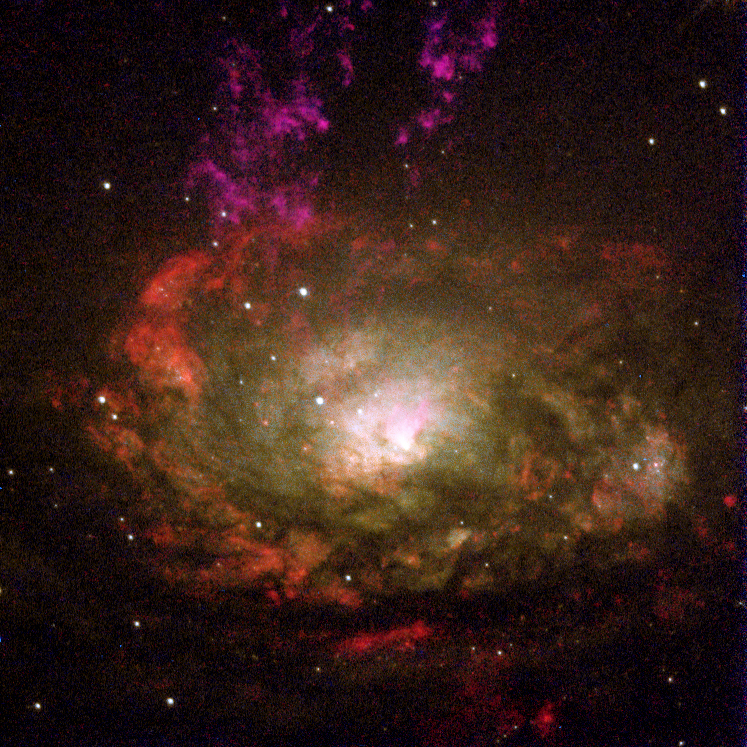
ESO 97-G13 är en Seyfertgalax

Seyfertgalaxer, uppkallade efter Carl Keenan Seyfert, den astronom som först identifierade dem år 1943, är en typ av aktiva spiralgalaxer med aktiva galaxkärnor (AGN) som producerar högt joniserad gas.
Dessa galaxer är mindre kraftfulla än kvasarer och troligen består galaxkärnorna av supermassiva svarta hål med massor större än en miljon solmassor. 
Ungefär en av tio stora spiralgalaxer är Seyfertgalaxer.

## Egenskaper
Seyfertgalaxer kännetecknas av extremt ljusa kärnor och spektra som har mycket tydliga linjer av väte, helium, kväve och syre. Dessa spektrallinjer visar en stark Dopplerbreddning, vilket innebär att materien i ackretionsskivan nära masscentrumet eller kärnan av galaxen, har hastigheter mellan 500 och 4 000 km/s.
Spektrallinjerna förmodas komma från själva ytan på ackretionsskivan eller från moln av gas som blir upplysta (exciterade) och joniserade av den rörelseenergi som genereras av den centrala motorn – det svarta hålet – i området. 
Strålningsområdets geometri är svår att bestämma på grund av otillräcklig upplösning. Varje del av ackretionsskivan har en annorlunda hastighet i förhållande till vår siktlinje och ju snabbare gasen roterar kring det svarta hålet desto högre blir Dopplerbreddningen. Likaså har varje belyst del av skivan en lägesberoende hastighet.
De smala spektrallinjerna tros ha sitt ursprung i den yttre delen av den aktiva galaxkärnan (AGN) där hastigheterna är lägre, medan de bredare linjerna kommer från de inre regionerna där rotationshastigheten är högre. Ju högre rotationshastighet desto större Dopplerbreddning. Detta bekräftas av det faktum att de smala spektrallinjerna inte varierar mätbart till skillnad från de breda linjerna som kan variera på relativt kort tid. Reflexionsavbildning är en teknik som använder denna variation för att försöka bestämma storleken av regionen med breda emissionslinjer och även det svarta hålets massa.
Trots att den skenbara magnituden för Seyfertgalaxer inte är högre än för andra spiralgalaxer, är deras totala magnitud, inkluderande radiovågor, röntgenstrålning och framför allt infraröd strålning, ungefär 100 gånger starkare än normalt.

## Klassificering
En Seyfertgalax klassificeras som antingen typ 1 eller 2, beroende på om spektrumet visar både smala och breda spektrallinjer (typ 1), eller bara smala (typ 2). Den får nu en klassifikation mellan 1 och 2, beroende på förhållandet mellan de smala och breda komponenterna i spektrumet. (till exempel typ 1,3 eller typ 1,8). [4] Man tror att typ 1 och typ 2 galaxer är i stort sett samma och att de bara skiljer sig åt på grund av den vinkel som de observeras. Denna teori kallas för ”Seyferts enhetliga teori”. 
I Seyfertgalaxer av typ 2 tror man att den breda delen av spektrumet skyms av damm och / eller av vår betraktningsvinkel på galaxen. I vissa typ 2 Seyfertgalaxer, kan den breda delen iakttas i polariserat ljus – man tror att ljuset från den breda regionen är utspridd av en varm, gasformiga gloria kring kärnan, vilket tillåter oss att mäta det indirekt. 
Denna effekt upptäcktes av Antonucci och Miller i en typ 2 Seyfertgalax.

## Exempel på Seyfertgalaxer
- NGC 1566
- NGC 4151